# اسپید، تگزاس
اسپید (به انگلیسی: Spade) یک منطقهٔ مسکونی در ایالات متحده آمریکا است که در تگزاس واقع شده‌است. اسپید ۷۳ نفر جمعیت دارد و ۱٬۰۷۱٫۹۹ متر بالاتر از سطح دریا واقع شده‌است.